# Капітолій штату Вермонт
Капітолій штату Вермонт (англ. The Vermont State House) — громадська будівля адміністративного призначення в котрій розташовуються робочі приміщення Генеральної асамблеї штату Вермонт (складається з Палати Представників і Сенату штату Вермонт).

## Історія
У 1777 році була утворена незалежна Республіка Вермонт , а в 1791 році Вермонт увійшов до складу Сполучених Штатів Америки як 14-й штат. До 1807 року легіслатура (Генеральна асамблея) Вермонта не мала спеціального місця для засідань — у цей період було проведено 46 сесій у 14 різних містах.
Монтпілієр став столицею Вермонта у 1808 році, тоді ж був побудований перший Капітолій (англ. State House) (архітектор проєкту — Сільван Болдуін, англ. Sylvanus Baldwin). Перша будівля штату Вермонт виросла на ділянці площею два акри на захід від заселеної частини міста. Земля, подарована жителем Томасом Девісом, сином першого поселенця міста, розташована біля річки Вінускі (англ. Winooski River), на захід від нинішньої будівлі Верховного суду Вермонту.
Завершений у 1808 році перший Капітолій (англ. State House) являв собою велику прямокутну дерев’яну будівлю у три поверхи. Головний вхід, на одній із коротких сторін будівлі, був фланкований парою закритих сходів. Балкони, які сполучали сходи на рівні другого та третього поверхів, закривали вхід. З козирка даху височіла дзвіниця.
Із зростанням штату збільшувався і його уряд, який зрештою переріс простір. Був потрібен новий Капітолій, але не було зрозуміло, що він буде в Монтпілієрі. Деякі містечка вважали, що якщо нова столиця вже в майбутньому, настав час відновити дискусію про те, де її розташувати. Віндзор, Ратленд, Вудсток, Міддлбері, Берлінгтон і Рендольф мали прихильників, але зрештою переваги Монтпілієра знову перемогли.
Аммі Б. Янг (англ. Ammi B. Young, (1798–1874)), молодий архітектор із міста Лебанон, штат Нью-Гемпшир, який завоював національну репутацію, спроєктував другий Капітолій у стилі грецького відродження з великими колонами та центральним фронтоном. Цей стиль був у моді, тому що американці вважали себе нащадками давньогрецької демократичної традиції. Цей Капітолій стояв приблизно за 100 ярдів на північний захід від старого, біля підніжжя схилу пагорба. 
Роботи були розпочаті взимку 1832 — 1833 рр. і завершені восени 1838 р.. Після завершення будівництва в 1838 році на першому поверсі Капітолія розмістилися державні офіси та кімнати комітетів; на другому поверсі розташовувалися законодавчі палати, канцелярія губернатора та Бібліотека штату.
Увечері 6 січня 1857 року жахлива пожежа знищила внутрішні приміщення Капітолія та його купол. Завдяки героїчним зусиллям жителів Монтпілієра було врятовано більшість книг бібліотеки, портрет Джорджа Вашингтона, «добру» частину паперів у кабінеті держсекретаря та кілька предметів меблів. Це була нищівна втрата для штату; залишилися лише товсті гранітні стіни та доричний портик. 
Після пожежі в 1857 році Капітолій (#491 at 115 State Street / № 491 на Стейт-стріт, 115) був перебудований у 1858-59 роках учнем Аммі Б. Янга, відомим бостонським архітектором Томасом Сіловеєм (англ. Thomas W. Silloway (1828–1910)). Реконструйований Капітолій (т. зв. третій Капітолій) об'єднав колишній портик і основу попереднього проєкту, але у більшому та грандіознішому масштабі.